# Gare de Lesches - Beaumont
Pour les articles homonymes, voir Gare de Beaumont.
La gare de Lesches - Beaumont est une gare ferroviaire française fermée de la ligne de Livron à Aspres-sur-Buëch, située sur le territoire de la commune de Luc-en-Diois, dans le département de la Drôme en région Auvergne-Rhône-Alpes.
Mise en service en 1894, elle est fermée en 1972.

## Situation ferroviaire
Établie à 643 mètres d'altitude, la gare fermée de Lesches - Beaumont est située au point kilométrique (PK) 79,084 de la ligne de Livron à Aspres-sur-Buëch, entre les gares ouvertes de Luc-en-Diois et Veynes - Dévoluy. En direction de cette dernière, s'intercalent les gares fermées de Beaurières, La Beaume, Saint-Pierre-d'Argençon et d'Aspres-sur-Buëch,.

## Histoire
La gare de Lesches - Beaumont est mise en service le 1er juin 1894 par la Compagnie des chemins de fer de Paris à Lyon et à la Méditerranée (PLM), lorsqu'elle ouvre à l'exploitation la section de Die à Aspres-sur-Buëch de sa ligne de Livron à Aspres-sur-Buëch,.
La gare est fermée le 6 mars 1972 lors de la suppression du service omnibus sur la ligne[réf. souhaitée].

## Patrimoine ferroviaire
L'ancien bâtiment voyageurs de la Compagnie des chemins de fer de Paris à Lyon et à la Méditerranée (PLM) est toujours présent sur le site. Désaffecté du service ferroviaire il a été réaffecté en restaurant.